# Kleinhans Music Hall
Le Kleinhans Music Hall est une salle de concert américaine à Buffalo, dans l'État de New York. Construit dans le style international selon les plans d'Eliel Saarinen et Eero, il est livré en 1940. Inscrit au Registre national des lieux historiques depuis le 29 juin 1989 et classé National Historic Landmark depuis le lendemain, il accueille principalement l'orchestre philharmonique de Buffalo.